# Marineo

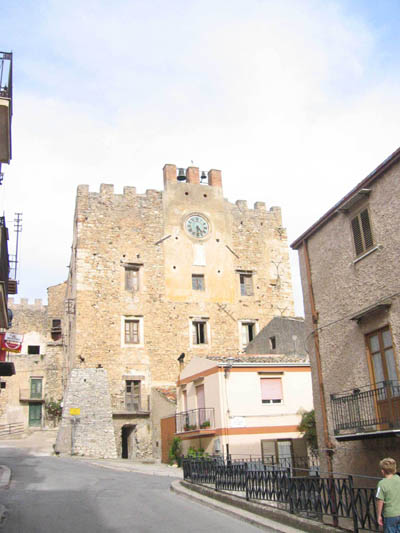
Zamek w Marineo

Marineo – miejscowość i gmina we Włoszech, w regionie Sycylia, w prowincji Palermo.
Według danych na rok 2004 gminę zamieszkiwało 6948 osób, 210,5 os./km².